# Rickie Lambert
Rickie Lee Lambert (Kirkby, Anglaterra, 16 de febrer de 1982) més conegut com a Rickie Lambert és un futbolista anglès que juga de davanter al West Bromwich Albion i a la selecció anglesa.